# 春日流い
春日 流い（かすが るい、1985年10月29日 - ）は、青森県出身の元バスケットボール選手である。ニックネームは「ブイ」。ポジションはセンターフォワード。

## 来歴
柴田女子高から、拓殖大学を経て、日本航空に入社。
2011年、廃部に伴い引退し退社。現在は北海道のクラブチーム、アカシヤクラブに所属。

## 経歴
- 柴田女子高校 - 拓大 - 日本航空（2008年〜2011年）